# Острову (Калараш)
Острову (рум. Ostrovu) насеље је у Румунији у округу Калараш у општини Ваља Арговеј. Oпштина се налази на надморској висини од 37 m.

## Становништво
Према подацима из 2002. године у насељу је живело 76 становника, од којих су сви румунске националности.